# Igor' Čžan
Igor' Čžan (in russo Игорь Чжан?; Taldıqorğan, 2 ottobre 1999) è un ciclista su strada kazako che corre per la China Glory-Mentech Continental Cycling Team.

## Palmarès

### Strada
- 2017 (Juniores, tre vittorie)

Campionati asiatici, Prova a cronometro Junior
3ª tappa Tour de DMZ (Hwacheon > Inje)
Classifica generale Tour de DMZ
- 2019 (Vino-Astana Motors, una vittoria)

4ª tappa Tour of Iran (Azerbaigian) (Tabriz > Sar'eyn)
- 2021 (Vino-Astana Motors, una vittoria)

Campionati kazaki, Prova a cronometro Under-23
- 2022 (Almaty Cycling Team, due vittorie)

Grand Prix Velo Alanya
Campionati asiatici, Prova in linea

#### Altri successi
- 2022 (Almaty Cycling Team)

Campionati asiatici, Cronosquadre
- 2023 (Astana Qazaqstan Team)

Campionati asiatici, Staffetta mista (con la Nazionale kazaka)
- 2024 (Astana Qazaqstan Team)

Campionati asiatici, Staffetta mista (con la Nazionale kazaka)

## Piazzamenti

### Classiche monumento
- Giro delle Fiandre

2023: ritirato
- Parigi-Roubaix

2023: ritirato
- Liegi-Bastogne-Liegi

2024: ritirato

### Competizioni mondiali
- Campionati del mondo

Doha 2016 - Cronometro Junior: 22º
Doha 2016 - In linea Junior: ritirato
Bergen 2017 - Cronometro Junior: 5º
Bergen 2017 - In linea Junior: 44º
Innsbruck 2018 - Cronometro Under-23: 48º
Innsbruck 2018 - In linea Under-23: ritirato
Fiandre 2021 - Cronometro Under-23: 37º
Glasgow 2023 - In linea Elite: ritirato
Glasgow 2023 - Staffetta mista: 12º
Glasgow 2023 - Cronometro Elite: 48º
Zurigo 2024 - Cronometro Elite: 43º
Zurigo 2024 - In linea Elite: ritirato